# Créole hawaïen
Pour les articles homonymes, voir HCE.
Le créole hawaïen, souvent appelé familièrement pidgin hawaïen, est une forme de créole utilisée aux îles Hawaï, mêlant le vocabulaire issu de la langue hawaïenne et l'anglais.
Les linguistes utilisent aussi, pour désigner cette langue, les termes de Hawai'i Creole English (créole anglais de Hawaï), Hawai'i Pidgin (pidgin de Hawaï), Pidgin et HCE (abréviation de Hawai'i Creole English).

## Histoire
Outre les bases anglaise et hawaïenne, on distingue aussi, dans le vocabulaire du créole hawaïen, quelques apports ponctuels de portugais, de cantonais, de japonais, de différentes langues de l'archipel philippin (tagalog, ilokano, cebuano, hiligaynon), de coréen, d'espagnol et de samoan, tous ces apports étant liés à la présence de main d'œuvre d'origine non-hawaïenne dans les plantations de l'archipel.

## Répartition
Bien qu'anglais et hawaïen soient à parité les deux langues officielles de l'État d'Hawaii, le créole hawaïen est souvent employé par les autochtones voire par les simples « résidents » dans la conversation de tous les jours.
Le créole hawaïen serait connu d'environ 600 000 personnes et pratiqué couramment par environ 100 000 à 200 000 personnes.
Son aire de répartition s'étend sur l'ensemble des îles Hawaï, avec des extensions sur la côte ouest des États-Unis (Californie notamment), ainsi que dans les villes de Las Vegas (Nevada) et Orlando (Floride).